# Melanie Vogltanz

Melanie Vogltanz, 2018

Melanie Vogltanz (* 12. Oktober 1992 in Wien) ist eine österreichische Schriftstellerin und Übersetzerin.

## Leben und Werk
Melanie Vogltanz studierte Deutsche Philologie und Anglistik an der Universität Wien.
Sie schreibt hauptsächlich im Bereich Dark Fantasy und Science-Fiction. Neben ihren Romanen und Novellen hat sie zahlreiche Kurzgeschichten in unterschiedlichen Anthologien veröffentlicht und mehrere Romane aus dem Englischen übersetzt. Im Jahr 2020 schaffte sie es für drei der wichtigsten Preise der Phantastik-Szene auf die Shortlist. Dabei handelte es sich um den Phantastik-Literaturpreis Seraph, den Kurd-Laßwitz-Preis und den Deutschen Science-Fiction-Preis.

## Werke
Romane und Novellen
- Ararat – Die Sündenflut. Verlag Ohneohren, 2014, ISBN 978-3-903006-12-6, Taschenbuchausgabe 2018, ISBN 978-3-903006-11-9.
- Maleficus. (Schwarzes Blut 1.) Papierverzierer Verlag in Kooperation mit dem Luzifer Verlag, 2014, Neuauflage 2016, ISBN 978-3-95962-320-9.
- Mortalitas. (Schwarzes Blut 2.) Papierverzierer Verlag, 2015, Neuauflage 2016, ISBN 978-3-95962-321-6.
- Munditia. (Schwarzes Blut 3.) Papierverzierer Verlag, 2015, Neuauflage 2016, ISBN 978-3-95962-322-3.
- Rabensohn. E-Book, SP, 2016.
- Aurora: Nox 1.1. E-Book-Reihe, 2016.
- Aurora: Nox 1.2. E-Book-Reihe, 2016.
- Aurora: Nox 1.3. E-Book-Reihe, 2016.
- als M.M. Vogltanz: Opferreigen. Verlag Ohneohren, 2017 (E-Book), 2018 als Taschenbuch, ISBN 978-3-90300-686-7.
- Wolfswille. (Schwarzes Blut 4.) Papierverzierer Verlag, 2017, ISBN 978-3-95962-333-9.
- Wolfswut. (Schwarzes Blut 5.) Papierverzierer Verlag, 2018, ISBN 978-3-95962-335-3.
- Wolfswahn. (Schwarzes Blut 6.) Papierverzierer Verlag, 2018, ISBN 978-3-95962-337-7.
- Shape Me. Verlag Ohneohren, 2019, ISBN 978-3-903296-22-0 (E-Book), Taschenbuch, ISBN 978-3-903296-23-7.
- Schwarzmondlicht. Eigenverlag, 2019, Taschenbuch, ISBN 978-3-7494-8502-4.
- Auferstanden (Überarbeitete Neuauflage Schwarzes Blut 1). Eigenverlag, 2020, Taschenbuch, ISBN 978-3-7504-8824-3.
- Road to Ombos: Seth ist gefallen. Art Skript Phantastik, 2020, ISBN 978-3-945045-52-7.
- Sterblich (Überarbeitete Neuauflage Schwarzes Blut 2). Eigenverlag, 2020, Taschenbuch, ISBN 978-3-7519-5629-1.
- Geläutert (Überarbeitete Neuauflage Schwarzes Blut 3). Eigenverlag, 2020, Taschenbuch, ISBN 978-3-7526-6959-6.
- Die letzte Erscheinung. Blitz Verlag, 2021, Taschenbuch/E-Book
- Path into Duat - Seth und Mafed mit Jenny Wood. Art Skript Phantastik, 2022, ISBN 978-3-945045-39-8.
- Im Auge der Leere, zusammen mit Stefan Cernohuby, Plan9 Verlag, 2023, ISBN 978-3-948700-70-6.
- Trail to Heka: Seth auf der Suche. Art Skript Phantastik, 2023, ISBN 978-3-9498-8004-9.
- Wolfswille (Weißer Wolf 1). (Überarbeitete Neuauflage) Eigenverlag, 2024, ISBN 978-3-95962-333-9.

Geschichtensammlungen
- Auf dunklen Schwingen: Rabenschwarze Geschichten. 2015. ISBN 978-1-5170-8869-9.

Herausgeberin
- Geschichten aus dem Keller (mit Jacqueline Mayerhofer und Werner Graf). 2020. ISBN 978-3903296299.

## Preise und Nominierungen
- Encouragement Award der European Science Fiction Society 2016[2]
- Nominierung Deutscher Phantastik Preis 2016 für Aurora als beste Serie[3]
- Platz 8 auf der Phantastik-Bestenliste für Wolfswille im April 2018[4]
- Longlist-Nominierung Deutscher Phantastik Preis 2018 für die Kurzgeschichte PET aus der Anthologie Das Dimensionstor.
- 7. Platz beim Kurd-Laßwitz-Preis 2018 in der Kategorie Beste deutschsprachige SF-Erzählung für die Kurzgeschichte PET aus der Anthologie Das Dimensionstor.[5]
- Tipp des Monats Juli 2018 für die Kurzgeschichte PET aus der Anthologie Das Dimensionstor von SF-Lit.de.[6]
- Platz 2 auf der Phantastik-Bestenliste für Wolfswahn im Januar 2019 (In den Monaten zuvor, Platz 4 und 3)[7]
- Platz 4 beim Kurd-Laßwitz-Preis 2020 für den Roman Shape Me.[8]
- Shortlist-Nominierung beim Literaturpreis Seraph 2020 für den Roman Schwarzmondlicht.[9]
- Platz 4 beim Deutschen Science-Fiction-Preis 2020 für den Roman Shape Me.[10]
- Nominierung für den Award Best Written Work of Fiction der European Science Fiction Society 2020.[11]
- 2. Platz beim Vincent Preis 2020/2021 in der Kategorie Beste Anthologie/Magazin/Sekundärwerk für die Anthologie Geschichten aus dem Keller.[12]